# Roland Renn
Roland Renn va ser un ciclista alemany que s'especialitzà en la pista. El 1988, va guanyar la medalla de bronze en el Campionat del món de mig fons amateur, però posteriorment va ser desclassificat per donar positiu.

## Palmarès
- 1986
  -  Campió d'Alemanya amateur de mig fons